# Francis Dashwood

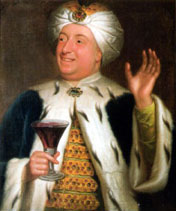
Sir Francis Dashwood (1708–1781), em trajes do otomanos usados no Divan Club.

Francis Dashwood, 11º Barão le Despencer, PC, FRS (dezembro de 1708 - 11 de dezembro de 1781) foi um político inglês, Chanceler do Tesouro (1762-1763) e fundador do Hellfire Club.

## Biografia
Dashwood nasceu em Great Marlborough Street, Londres, em dezembro de 1708.  Foi o único filho de Sir Francis Dashwood, 1º Baronete, e da sua segunda esposa Mary, filha mais velha de Vere Fane, 4º Conde de Westmorland. 
Sir Francis e Mary tiveram um filho, Francis, e uma filha, Rachael. Sir Francis também teve duas filhas sobreviventes do seu primeiro casamento e, mais tarde, duas filhas e dois filhos do seu terceiro casamento.
Dashwood foi educado no Eton College, onde se tornou associado de William Pitt, o Velho. Após a morte de seu pai em 1724, Dashwood, que tinha então apenas quinze anos, herdou de seu pai as propriedades e o título de Baronete de Dashwood de West Wycombe. 
Passou a juventude e o início da idade adulta no estrangeiro, tornando-se uma espécie de celebridade, enquanto viajava pela Europa. Fez-se passar por Carlos XII da Suécia, enquanto esteve na Rússia, e tentou seduzir Anna Ioannovna. Mais tarde, foi expulso dos Estados Papais.
As viagens de Dashwood ao estrangeiro incluíam os pontos clássicos do Grand Tour europeu. Percorreu França e Alemanha durante vários meses, em 1726. Entre 1729 e 1731, visitou a Itália. Em 1733, esteve em Copenhague e São Petersburgo. Mais tarde, regressou à Itália, entre 1739 e 1741, visitando Florença, Roma, Livorno e as escavações, em Herculano. 
Em 1732, Dashwood formou um clube de comensais (dining club) denominado Society of Dilettanti ('Socidedade de Diletantes'), com cerca de 40 membros fundadores - pessoas que tinham adquirido gosto pela arte clássica em suas viagens ao exterior. "[Se] não foi o real promotor e fundador da Sociedade, [Dashwood] era certamente o seu principal membro em 1736". Em 2 de março de 1746, quando John Montagu, 4.º Conde de Sandwich, foi suspenso do cargo de arcediago por "má conduta e desprezo para com a Sociedade", Dashwood foi eleito para ocupar seu lugar. Na época, ele apresentou ao rei Jorge II várias petições da Sociedade quando esta procurava uma localização permanente.
Em 1743, Horace Walpole descreveu criticamente a Sociedade como "um clube para o qual a qualificação nominal é ter estado em Itália, e a real, estar bêbado; os dois chefes são Lord Middlesex e Sir Francis Dashwood, que raramente estiveram sóbrios durante todo o tempo em que estiveram em Itália".  No entanto, a Sociedade foi adquirindo um lado cada vez mais sério, e o trabalho de Dashwood resultou em sua eleição como membro da Royal Society, em junho de 1746, e também da Sociedade de Antiquários de Londres, em junho de 1769. Além disso, tornou-se membro da Society for the Encouragement of Arts, Manufactures and Commerce, em 1754, e tinha conexões  com organizações filantrópicas e com a Spalding Society.
Em 1744, ele e John Montagu fundaram o Divan Club, de curta duração, para que aqueles que haviam visitado o Império Otomano compartilhassem suas experiências; mas o clube foi dissolvido dois anos depois.

### Atividade política
Ao retornar à Inglaterra, Dashwood obteve um cargo menor na casa de Frederico, Príncipe de Gales. Essa conexão, juntamente com a demissão de seu tio, o Conde de Westmorland, de seu posto de coronel da primeira tropa de Horse Guards, fez de Dashwood um violento oponente da administração de Robert Walpole. Durante a eleição geral de 1741, Dashwood lutou vigorosamente contra os partidários de Walpole e garantiu uma cadeira para si mesmo em  New Romney, Kent, em 5 de maio. No Parlamento, ele atacou veementemente Sir Robert Walpole, chegando a declarar que, no exterior, ele era visto com desprezo. A queda de Walpole não fez diferença para a posição de Dashwood e, como cortesão de Frederico Luís de Gales, ele se opôs a todos os governos de Jorge II.
Em 1747, Dashwood apresentou um projeto de lei de auxílio aos pobres que recomendava o comissionamento de obras públicas (como as cavernas Hellfire, que ele posteriormente escavou no West Wycombe Park) para combater o desemprego. O projeto de lei não foi aprovado. 
Dashwood foi reeleito por New Romney em 26 de junho de 1747 e, em janeiro de 1751, repudiou o jacobitismo, de que vários membros da família de Jorge, Príncipe de Gales eram suspeitos. Em 13 de abril de 1749, ele se tornou Doutor em Direito Civil pela Universidade de Oxford e, em 19 de junho de 1746, foi eleito Fellow da Royal Society.

### Hellfire Club

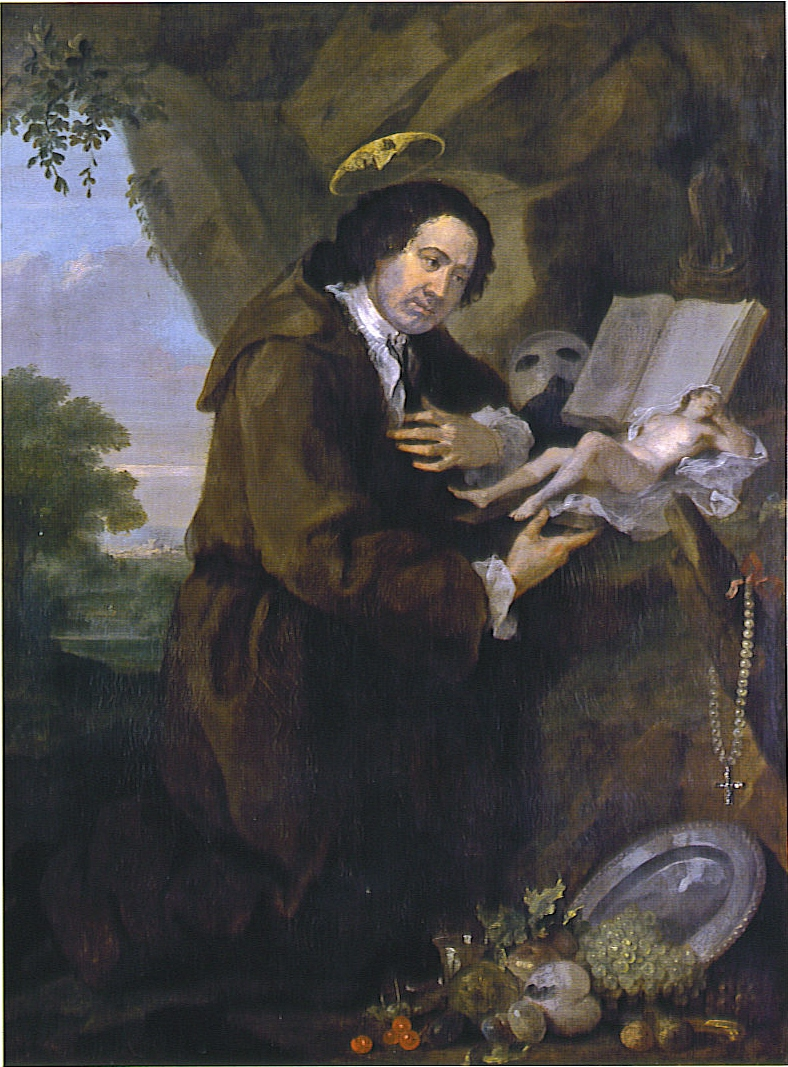
Retrato de Sir Francis Dashwood, por William Hogarth feito no final da década de 1750, parodiando imagens renascentistas de Francisco de Assis. A Bíblia foi substituída por um exemplar do romance erótico de Nicolas Chorier - Elegantiae Latini sermonis -, e o perfil de seu amigo John Montagu destaca-se da auréola.

Dashwood era jovem demais para ter sido membro do primeiro Hellfire Club, fundado por Philip Wharton, em 1719 e dissolvido em 1721, mas ele e John Montagu teriam sido membros de um Hellfire Club que se reunia no restaurante George and Vulture Inn durante a década de 1730. Foi novamente no George and Vulture que, em 1746, Dashwood fundou o precursor de seu próprio Hellfire Club - um grupo chamado Cavaleiros de São Francisco. Tratava-se de uma paródia de ordem religiosa, baseada em um trocadilho entre seu próprio nome e o de Francis of Assisi.

### Biografia
- Knowles, George. Sir Francis Dashwood (1708- 1781), controverscial.com